# Witalij Abałakow

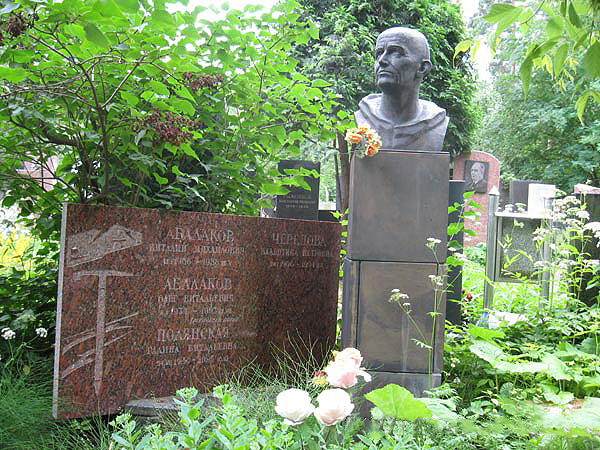
Nagrobek na Cmentarzu Kuncewskim

Witalij Michajłowicz Abałakow, ros. Виталий Михайлович Абалаков (ur. 31 grudnia 1905?/13 stycznia 1906 w Jenisejsku, zm. 26 maja 1986 w Moskwie) – rosyjski alpinista i wynalazca. 

## Życiorys
Brat Jewgienija Abałakowa.
Abałakow był autorem wielu wynalazków z dziedziny sprzętu wspinaczkowego. Od jego nazwiska nazywa się we wspinaczce lodowej sposób zakładania punktu asekuracyjnego lub zjazdowego poprzez wywiercenie (np. śrubą lodową) dwóch otworów w lodzie w formie litery "V" i przeplecenie przez powstały w ten sposób otwór pętli zawiązanej na repsznurze. Był również wynalazcą tzw. krzywki Abałakowa, przyrządu asekuracyjnego będącego pierwowzorem dzisiejszych tricamów jak i najprawdopodobniej inspiracją dla wynalazcy friendów). 
W 1938 został aresztowany przez NKWD i przetrzymywany w areszcie do 1940.
Pochowany na Cmentarzu Kuncewskim w Moskwie.

## Osiągnięcia alpinistyczne
- 1934 – pierwsze rosyjskie wejście na Pik Lenina
- 1936 – wejście na Chan Tengri
- 1956 – pierwsze wejście na Pik Pobiedy